# هدى سجاد محمود شاكر
هدى سجاد محمود شاكر هي سياسية عراقية من مواليد عام 1978 في محافظة النجف، حاصلة على شهادة بكالوريوس في علوم الكيمياء. شغلت منصب عضو في مجلس النواب العراقي عن محافظة القادسية في دورته الثانية (2010-2014) والثالثة (2014-2018). فازت في الانتخابات التشريعية العراقية لعام 2018 بعدد اصوات بلغ 6,833 صوتاً.
حصلت سجاد على المرتبة الثانية في قائمة أعلى الأصوات الانتخابية للنساء في الانتخابات التشريعية الماضية 2014، عن محافظة الديوانية، إذ حصلت على نحو 3691 ألف صوت، وتصدرت الفائزين في محافظتها بفارق كبير.
مثلت محافظة الديوانية داخل مجلس النواب بدورتين متتالتين وفازت بعضوية مجلس النواب للدورة الثالثة بعد ان ترأست في الانتخابات التشريعية سنة 2018 رئاسة قائمة ائتلاف النصر في محافظة الديوانية والتي يتزعمها رئيس الوزراء السابق الدكتور حيدر العبادي.

## تمثيلها في لجان مجلس النواب العراقي
شغلت النائبة هدى سجاد في الدورة الأولى لمجلس النواب العراقي (2010-2014) عضوة في لجنة المرأة والاسرة والطفولة.
وفي الدورة الثاية لها (2014-2018) كانت هي عضواً في لجنة الخدمات والإعمار النيابية،
اما في الدورة البرلمانية الحالية فهي عضوة في لجنة الاتصالات والاعلام.